# Beeston Regis
Beeston Regis är en by och en civil parish i North Norfolk, Norfolk, England. Orten hade 1 091 invånare (2001)